# Berndt Carlson

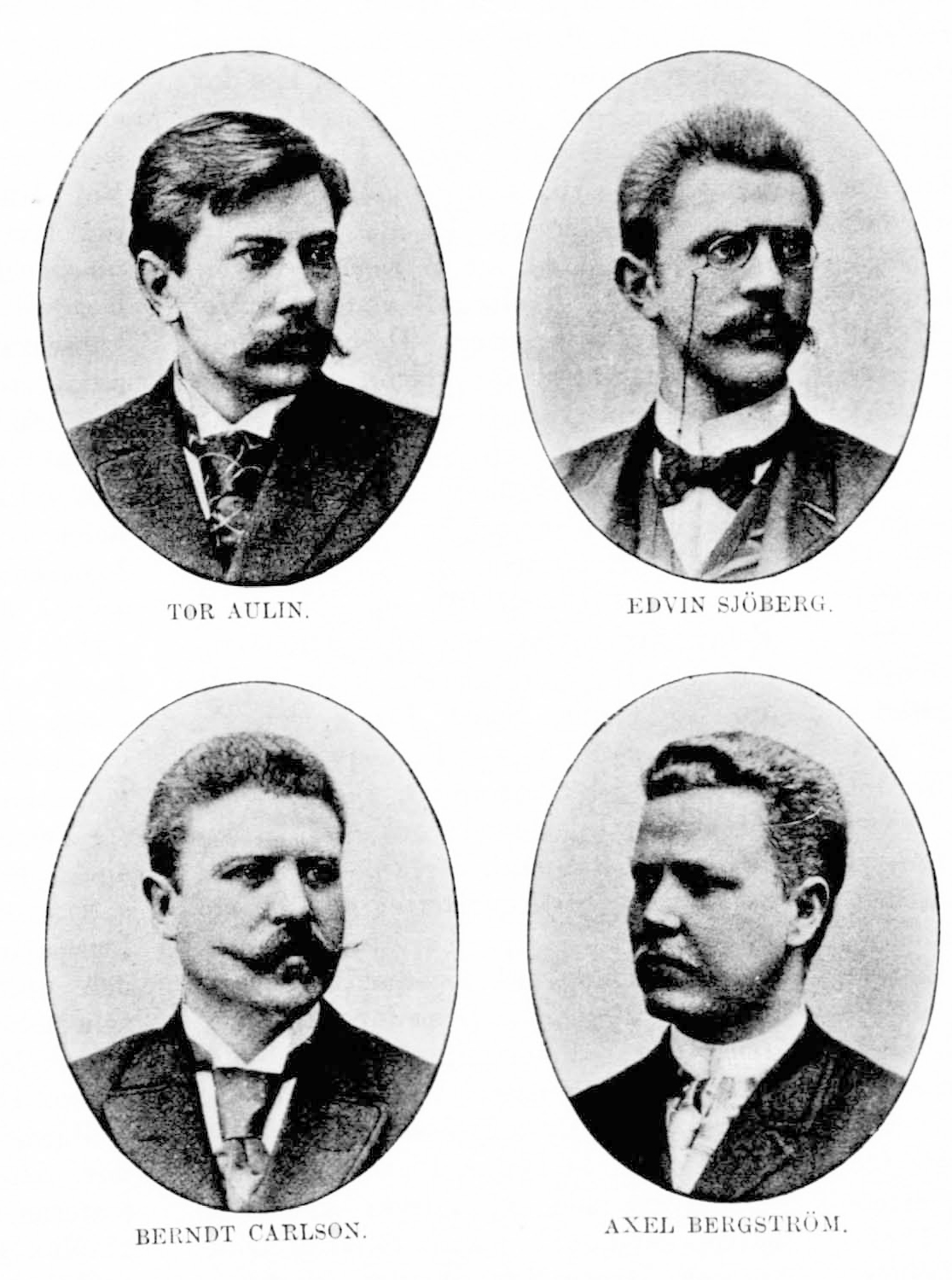
Aulin-kvartetten med Carlson längst ned till vänster. Fotomontage i Svensk musiktidning 1892.

Carl Berndt Eugen Carlson, född 5 november 1854 i Klara församling, Stockholm, var en svensk cellist och disponent. 

## Biografi
Carlson, som var son till en kammartjänare, kom vid ännu ej fyllda 10 år till kanonjärkåren som hornblåsare men tog avsked från flottan 1875. Han började spela cello först vid 20 års ålder, antogs 1875 till musikkonservatoriet i Stockholm och spelade där en tid för Andreas Gehrman, men avbröt studierna samma år för att medfölja en svensk mässingsseptett, som konserterade utomlands i Finland, Ryssland och Tyskland. Återkommen året därpå återvände han till musikkonservatoriet och spelade för Anton Jörgen Andersen  till 1880. 
År 1878 antog Carlson plats som cellist vid dåvarande Nya teatern, där Richard Henneberg anförde orkestern; han stannade där till 1880, då han erhöll ordinarie plats i Kungliga Hovkapellet, tillhörde till 1900. Under den tid Jean Tolbecque vistades i Stockholm (1880–82) tog han lektioner för denne. Han var även cellist i Aulin-kvartetten från 1887–1900 och musikanförare vid Svea trängbataljon från 1888.
Berndt Carlson gifte sig 1895 med Helga Frankenfeldt (1872–1952) och fick barnen Mabel Teodora (1896–1955), gift Dijsing, stadsbibliotekarie, Bernt Sture (1898–1969), avdelningschef, och Knut Oskar Holger (1900–1974), byggnadsingenjör. Hela familjen utvandrade till New York 1906, men hustru Helga Frankenfeldt, från vilken han blev skild, kom tillbaka till Sverige och gifte 1913 om sig med uppfinnaren, skriftställaren och direktören Axel Westfelt (1863–1929) vars efternamn barnen upptog.